# Konjuh Planina
Konjuh Planina är en bergskedja i Bosnien och Hercegovina. Den ligger i den centrala delen av landet, 50 km norr om huvudstaden Sarajevo.
I omgivningarna runt Konjuh Planina växer i huvudsak blandskog. Runt Konjuh Planina är det ganska tätbefolkat, med 93 invånare per kvadratkilometer.